# ويليام برينان (لاعب كرة قاعدة)
ويليام برينان (بالإنجليزية: William Brennan)‏ هو لاعب كرة قاعدة أمريكي، ولد في 15 يناير 1963 في تامبا في الولايات المتحدة.

## وصلات خارجية
- ويليام برينان على موقعبيزبول رفرنس.كوم (الدوري الرئيسي) (الإنجليزية)
- ويليام برينان على موقعبيزبول رفرنس.كوم (الدوري الثانوي) (الإنجليزية)
- ويليام برينان على موقع مشجعي الرسوم البيانية (الإنجليزية)